# Árrugalmasság
Az árrugalmasság, vagy saját-árrugalmasság  a mikroökonómiában az ár valamely függvényének – többnyire a keresletnek vagy a kínálatnak – a százalékos változását jelenti akkor, ha az ár 1%-kal emelkedik. Az árrugalmasságot általában εp-vel vagy Ep-vel (az angol elasticity: rugalmasság szó alapján), néha egyszerűen ε-nal (epszilon) jelöljük.
A kifejezés nem keverendő az árak ragadósságával, ami az árak piaci alkalmazkodásának ütemét leíró makroökonómiai fogalom.
Az f(p) függvény árrugalmassága a p0 helyen így írható fel:
Vagyis εp számolható az f függvény p szerinti parciális deriváltjának segítségével.

## A kereslet árrugalmassága
Egy jószág keresletének árrugalmasságán a keresett mennyiség százalékos megváltozását értjük, ha a jószág ára 1%-kal nő. Az árrugalmasság értelmezhető egy egyén vagy egy csoport keresletére, a piaci, sőt akár az aggregált keresletre is.
A kereslet árrugalmasságának előjele megmutatja, hogy a vizsgált jószág keresletnövekedéssel vagy -csökkenéssel reagál-e az áremelkedésre. Ha {\displaystyle \varepsilon _{p}<0}, akkor az árnövekedés csökkenést idéz elő a keresett mennyiségben. (Nyilván ez a gyakoribb eset.) Ilyenkor a vizsgált jószágot közönséges jószágnak nevezzük. Ha viszont εp pozitív, az áremelkedés hatására a kereslet is növekszik; ekkor Giffen-javakról vagy Veblen-javakról beszélhetünk.
Egy jószág keresletének árrugalmassága nagy mértékben függ attól, hogy a jószágnak hány helyettesítője van. Például a különböző joghurtfajták egymásnak olyan közeli helyettesítői, hogy az egyikük árnövekedése könnyen eredményezheti vevőinek más fajtákra való áttérését, ezzel pedig a keresletének drasztikus mértékű csökkenését. A sok helyettesítővel rendelkező javak árrugalmassága tehát nagy.
Mikroökonómiai összefüggések segítségével levezethető egy jószág határbevétele (vagyis a jószág eladóinak egy pótlólagos egység értékesítéséből eredő bevétele, amit MR-rel jelölünk), ára (p) és a kereslet árrugalmassága közti alábbi összefüggés:
Ennek elsősorban a monopóliumok kínálati döntéseinél van jelentősége. Az {\displaystyle 1+{\frac {1}{\varepsilon _{p}}}} kifejezést haszonkulcsnak nevezzük.
A kereslet árrugalmasságát többféleképpen is mérhetjük. Ezek:
- a teszt piacok módszere
- a történelmi értékesítési adatok elemzése

## A kínálat árrugalmassága
Egy jószág kínálatának árrugalmassága megmutatja, hogy az árának 1%-os növekedése a jószág eladói által kínált mennyiség hány százalékos változását idézi elő. A kereslet árrugalmasságához hasonlóan ez a fogalom is értelmezhető az egyén, valamely csoport, a piac vagy akár az egész gazdaság aggregált kínálatára.

## Pozitív árrugalmasság
Ritka esetekben előfordulhat pozitív árrugalmasság is, amikor a termék árának emelkedésével a kereslet nő iránta (például ínséges, válságos történelmi időkben a kenyér, mint alapvető, helyettesíthetetlen táplálék), vagy fordítva, amikor egy divatos luxuscikk árának a csökkenésével elveszti vonzerejét, és az árcsökkenés ellenére is mérséklődik a kereslet iránta.

## Lásd még
- Javak
- Kereslet
- Kínálat
- Rugalmasság (közgazdaságtan)